# The Face at Your Window
The Face at Your Window è un film muto del 1920 diretto da Richard Stanton.

## Produzione
Il film fu prodotto dalla Fox Film Corporation.

## Distribuzione
Distribuito dalla Fox Film Corporation, il film - presentato da William Fox - uscì nelle sale cinematografiche statunitensi il 31 ottobre 1920.